# Không lực Lục quân Hoa Kỳ
Không lực Lục quân Hoa Kỳ (USAAF hoặc AAF) là đơn vị phục vụ tác chiến trên không chủ yếu trên đất liền của Quân đội Hoa Kỳ và là chi nhánh phục vụ tác chiến trên không trên thực tế của Hoa Kỳ trong và ngay sau Thế chiến II (1941–1947). Đơn vị được thành lập vào ngày 20 tháng 6 năm 1941 với tư cách là đơn vị kế tiếp của Quân đoàn Không quân Lục quân Hoa Kỳ trước đây và là tiền thân của Không quân Hoa Kỳ, ngày nay là một trong sáu lực lượng vũ trang của Hoa Kỳ. AAF là một bộ phận của Quân đội Hoa Kỳ, vào ngày 2 tháng 3 năm 1942.